# Список умерших в 628 году

## Февраль
- 28 февраля — Хосров II Парвиз, царь царей (шахиншах) Ирана (591—628).

## Апрель
- 15 апреля — Императрица Суйко (73), 33-й император Японии (593—628), первая женщина на японском престоле.

## Сентябрь
- 6 сентября — Кавад II, царь царей (шахиншах) Ирана (628).

## Дата смерти неизвестна или требует уточнения
- Агрестий, монах в Люксёйском аббатстве, схизматик.
- Анастасий Персиянин, христианский святой, почитаемый в лике преподобномучеников.
- Бабай Великий, видный деятель Церкви Востока, несторианский богослов.
- Барбад Мервези, персидский музыкант.
- Ишанаварман I, правитель Ченлы (ок. 612—628).
- Катал мак Аэдо, король Мунстера (619/621—625/628).
- Комитас Ахцеци, католикос Армении.
- Крундмаэл Болг Луата, король Уи Хеннселайг (Южного Лейнстера) (624—628).
- Марданшах, сасанидский князь.
- Михр Хормозд, иранский дворянин.
- Суибне Заика, король Айлеха (612—628) и верховный король Ирландии (615—628).
- Теоделинда, лангобардская королева.
- Умм Руман, сподвижница пророка Мухаммада.
- Хуяйй ибн Ахтаб, вождь Бану Надир, еврейского племени Медины в доисламской Аравии.
- Ширин, жена сасанидского императора Хосрова II.